# 擁翠園

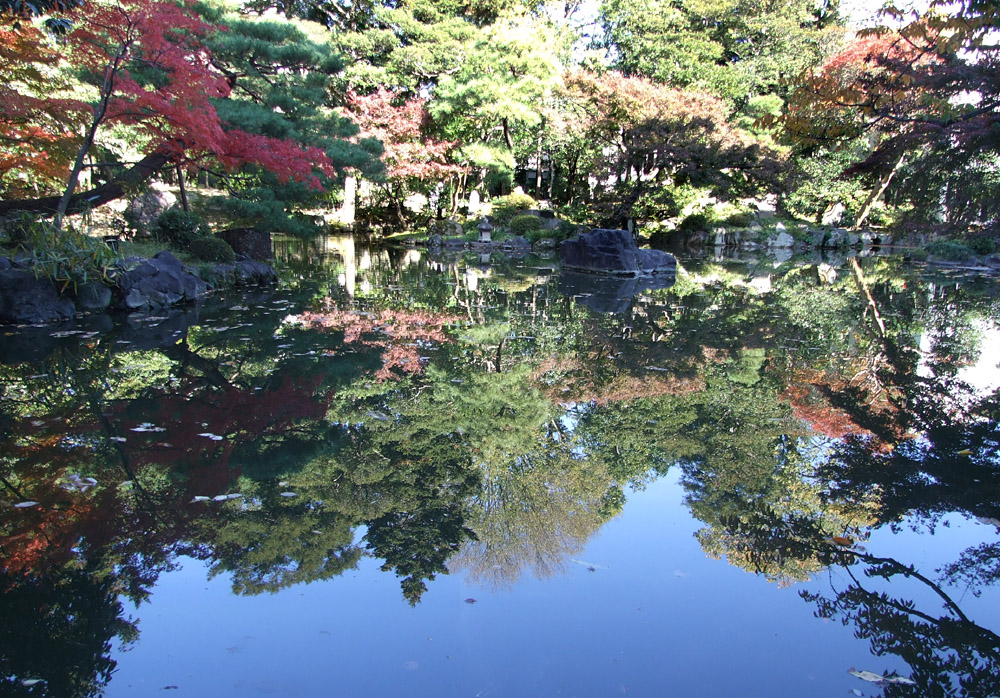
擁翠園

擁翠園（ようすいえん）は、京都府京都市にある池泉回遊式の日本庭園。京都市の文化財に指定されている。

## 沿革
室町幕府第三代将軍足利義満の管領細川満元が、応永年間に金閣寺造営の余材で邸宅を築く。応永33年（1426年）、満元没後、岩栖院という寺に改められる。
慶長15年（1610年）、徳川家康はこの岩栖院を南禅寺に移し、刀装の彫金師後藤長乗にこの地を与える。長乗は放鷹術に優れ家康から寵愛された人物である。長乗は後に擁翠園といわれた庭を造営した。庭園は琵琶湖を模し、船倉・名石を配し、後藤藤（フジ）が植えられた。長乗の二男後藤覚乗（勘兵衛）は、加賀藩主前田利常に仕え、寵愛された。擁翠園は利常の資金援助を受けて、小堀遠州によって庭が補作された。また、同じく小堀遠州作の13の窓を持つ「擁翠亭」という小間茶室や、書院も建造された。同茶室は、現在太閤山荘に移築されている。寛文5年（1665年）、一条関白夫人は、晩年、紀州徳川家の浜御殿を移築し、この地に住んだという。
近代に移り、三井家の別邸となっていたこの地は1953年（昭和28年）、旧郵政省の所有となり、京都地方貯金局→京都貯金事務センターの敷地内の庭園となった。郵政省時代は春・秋の週末に一般公開が行われていた。2004年（平成16年）、郵政省、郵政事業庁のあとを引き継いだ日本郵政公社は、合理化に伴い近畿地方の貯金事務センター業務を大阪に集約することにし、京都貯金事務センターは閉鎖され、一般公開も行われなくなった。その後日本郵政公社は土地の高値売却を目指すため、擁翠園の保存を行わずに売却する方針を示したが、市議会や地元の反対が表面化し、売却条件に庭園の保全を含めることになる。2007年（平成19年）、日本郵政公社のあとを引き継いだ日本郵政は、旧・京都貯金事務センターの敷地を競売にかけ、民間の医療機器会社アークレイの所有となった。2011年（平成23年）、アークレイの京都研究所が完成し庭園は整備されたが、一般公開は行われていない。
名鉄犬山ホテル有楽苑にある「岩栖門」（がんすもん）という唐門は、かつて擁翠園にあったものであり、太閤山荘の「擁翠亭」とともに往時を偲ばせるものである。

## 利用情報
- 非公開

## 所在地
- 京都市上京区鞍馬口通新町東入岩栖院町59番地

## 交通アクセス
- 地下鉄烏丸線 鞍馬口駅下車、徒歩3分。鞍馬口通に面する。